# Simone Rapp
Simone Rapp (sinh ngày 1 tháng 10 năm 1992) là một cầu thủ bóng đá người Thụy Sĩ thi đấu cho Thun.

## Thống kê sự nghiệp
Tính đến trận đấu diễn ra ngày vào ngày 15 tháng 4 năm 2018
| Câu lạc bộ           | Mùa giải             | Giải vô địch                          | Giải vô địch | Giải vô địch | Cúp     | Cúp       | Cúp Liên đoàn | Cúp Liên đoàn | Khác    | Khác      | Tổng cộng | Tổng cộng |
| Câu lạc bộ           | Mùa giải             | Hạng đấu                              | Số trận      | Bàn thắng    | Số trận | Bàn thắng | Số trận       | Bàn thắng     | Số trận | Bàn thắng | Số trận   | Bàn thắng |
| -------------------- | -------------------- | ------------------------------------- | ------------ | ------------ | ------- | --------- | ------------- | ------------- | ------- | --------- | --------- | --------- |
| Locarno              | 2010–11              | Swiss Challenge League                | 16           | 3            | 0       | 0         | —             | —             | —       | —         | 16        | 3         |
| Locarno              | 2011–12              | Swiss Challenge League                | 23           | 2            | 0       | 0         | —             | —             | —       | —         | 23        | 2         |
| Locarno              | 2012–13              | Swiss Challenge League                | 18           | 1            | 1       | 0         | —             | —             | —       | —         | 19        | 1         |
| Locarno              | Tổng cộng            | Tổng cộng                             | 57           | 6            | 1       | 0         | 0             | 0             | 0       | 0         | 58        | 6         |
| Wohlen               | 2013–14              | Swiss Challenge League                | 24           | 6            | 1       | 0         | —             | —             | —       | —         | 25        | 6         |
| Wohlen               | 2014–15              | Swiss Challenge League                | 33           | 12           | 2       | 0         | —             | —             | —       | —         | 35        | 12        |
| Wohlen               | Tổng cộng            | Tổng cộng                             | 57           | 18           | 3       | 0         | 0             | 0             | 0       | 0         | 60        | 18        |
| Thun                 | 2015–16              | Giải bóng đá vô địch quốc gia Thụy Sĩ | 30           | 7            | 2       | 0         | —             | —             | 6       | 0         | 38        | 7         |
| Thun                 | 2016–17              | Giải bóng đá vô địch quốc gia Thụy Sĩ | 33           | 9            | 0       | 0         | —             | —             | —       | —         | 33        | 9         |
| Thun                 | 2017–18              | Giải bóng đá vô địch quốc gia Thụy Sĩ | 18           | 9            | 3       | 3         | —             | —             | —       | —         | 21        | 12        |
| Thun                 | Tổng cộng            | Tổng cộng                             | 81           | 25           | 5       | 3         | 0             | 0             | 6       | 0         | 92        | 28        |
| Lausanne-Sport       | 2017–18              | Giải bóng đá vô địch quốc gia Thụy Sĩ | 8            | 1            | 0       | 0         | —             | —             | —       | —         | 8         | 1         |
| Tổng cộng sự nghiệps | Tổng cộng sự nghiệps | Tổng cộng sự nghiệps                  | 203          | 50           | 9       | 3         | 0             | 0             | 6       | 0         | 218       | 53        |